# Adolf Bartels
Adolf Bartels, född 15 november 1862, död 7 mars 1945, var en tysk skriftställare.
Bartels verkade som lyriker, skådespels- och romanförfattare och  litteraturkritiker. Hans litteraturhistoriska arbeten, inte minst Geschichte der deutschen Literatur och Einführung in die Weltliteratur, utmärkte sig genom sin starkt tysknationalistiska, rasistiska och framförallt antisemitiska, prägel.
Bartels var, tillsammans med Friedrich Lienhard, en ledande gestalt inom Heimatkunst, vilken kan ses som en föregångare till Nazitysklands Blut und Boden-litteratur. Efter första världskriget var han fortsatt ledande inom völkische Bewegung. Han var starkt engagerad för nazismens idéer och blev på sin 80-årsdag hedersmedlem i NSDAP.